# آزیتا حمیدی
آزیتا حمیدی (به آلمانی: Asita Hamidi)، (زاده ۱۹۶۱ در وین اتریش - درگذشته ۱۷ دسامبر ۲۰۱۲ در برن سوئیس) بانوی هارپ نواز مشهور ایرانی-سوئیسی

## زندگینامه
آزیتا حمیدی در سال  ۱۹۶۱ (میلادی) از والدینی ایرانی که در حال تحصیل رشته پزشکی بودند در شهر وین در کشور اتریش به دنیا آمد سپس به مدت دو سال در ایران زندگی کرد و سپس در سال ۱۹۷۲ به همراه خانواده به سوئیس نقل مکان کردند وی در شهر برن در مدرسه وی نخست ساز گیتار را آموخت و سپس ساز هارپ را برگزید
او یکی از اعضای گروه “بازار” بود که سال گذشته با حضور در جشنواره موسیقی فجر توانست موسیقی شرق و غرب را درهم آمیزد. این نوازنده هارپ برداشت ملودیک خود از موسیقی شرقی را با تکنیک نوازندگی غربی درهم می‌آمیخت.
او بی شک در کنار بزرگانی چون "آندریاس وولن وایدر" (Andreas Vollenweider) و "رودیگر اوپرمان" (Rüdiger Oppermann) در زمره ۱۰ هارپیست برتر جهان قرار داشت. طی سالهای بیماری، هیچگاه دست از کار نکشید و به طور مستمر به اجرای کنسرت در سوئیس و سایر کشورهای اروپا، برگزاری کلاس های آموزشی و همچنین تولید موسیقی ادامه داد. آخرین کنسرت رسمی او در بهمن ماه سال ۱۳۹۰ در تهران اجرا شد. هر چند اجراهایش در تالار ایوان شمس، تنها چند روز پس سومین دوره سخت شیمی درمانی انجام گرفت، اما با روحیه ای مثال زدنی به روی صحنه رفت و کمتر کسی را متوجه مریضی خود کرد. او در تهران قطعاتی از آلبوم جدید بازار "باغ سکوت" را نیز به همراه هنرمندان میهمان رضا عسگرزاده (دودوک) و کوروش بابایی (کمانچه) اجرا کرد. طبق برنامه بنا بود تا ضبط نهایی این آلبوم در آبان ماه سال جاری در شهر برن سوئیس انجام شود. هرچند گروه طبق برنامه گرد هم آمد و تمرین ها نیز آغاز شد، اما گسترش مریضی او را به ناچار روانه بیمارستان کرد و پروژه نیمه کار رها شد. 

## شرکت در جشنواره موسیقی فجر
آزیتا حمیدی هارپ‌نواز ایرانی‌الاصل اتریشی گفت: هر چند در کشورهای سوئیس و اتریش بزرگ شده‌ام اما موسیقی ایران بخشی از زندگی من است و اهمیت زیادی برای آن قائل هستم. وی که به سختی می‌توانست فارسی صحبت کند، گفت: از اینکه فارسی بلد نیستم شرمنده‌ام اما امیدوارم به زبان موسیقی توانسته باشم با شما ارتباط برقرار کنم. حمیدی با اشاره به اینکه موسیقی باعث نزدیک شدن فرهنگ‌هاست، افزود: موسیقی ما در تلاش است تا مشترکات بزرگ فرهنگ‌های گوناگون و دور از هم را با خلاقیت، احترام و کمی بازیگوشی به یکدیگر نزدیک کند و این اتفاق تنها از طریق زبان مشترک موسیقی که هدیه آفریدگار است، میسر می‌شود.
این هارپ‌نواز، گفت: از این‌که ایرانیان با قلب گرم و حرارت زیادی از بیست و هفتمین جشنواره موسیقی فجر استقبال کردند، خوشحالم چرا که احساس کردم هر آنچه را که روی صحنه اجرا کردم دریافت کردم. وی با ابراز تشکر از مسئولان برگزاری این دوره از جشنواره یادآور شد: حضور من در این جشنواره باعث شد تا نیمه گم شده‌ام را پیدا کنم و آرزویی بود که با اجرای برنامه در ایران محقق شد.
حمیدی با اشاره به آشنایی‌اش با موسیقی ایران، تصریح کرد: هر چند در کشورهای سوئیس و اتریش بزرگ شده‌ام اما موسیقی ایران بخشی از زندگی من است و اهمیت زیادی برای آن قائل هستم.

## درگذشت
آزیتا حمیدی بعد از گذراندن ۵ سال بیماری سرطان لیمفوما ظهر روز ۲۷ آذر ۱۳۹۱ در سن ۵۱ سالگی در کلینیکی در شهر برن سوئیس درگذشت.